# Ain't I a Woman?

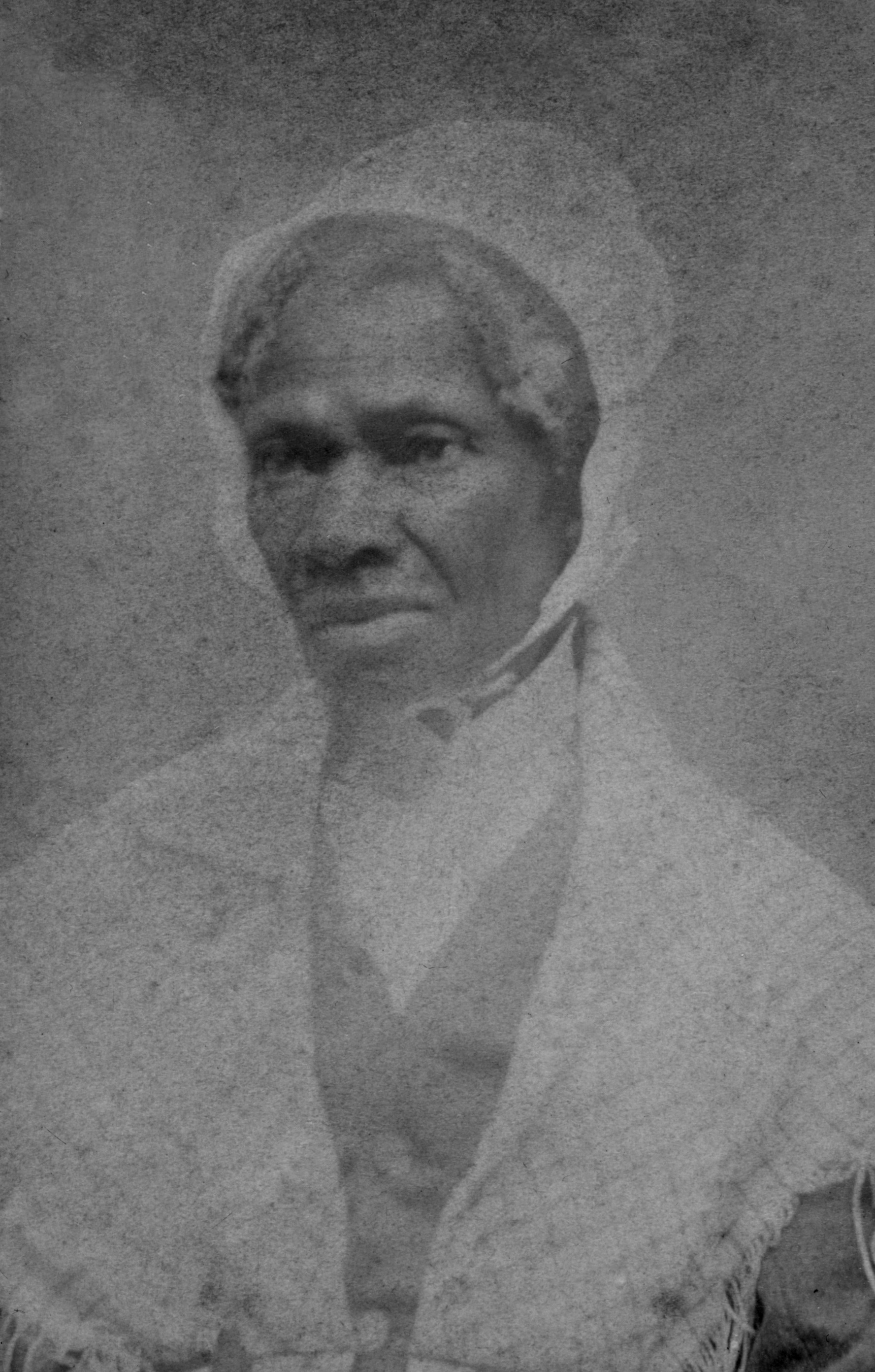
Sojourner Truth

Ain't I a Woman? è un discorso pronunciato spontaneamente da Sojourner Truth (1797-1883), nata in schiavitù nello Stato di New York. Qualche tempo dopo aver ottenuto la libertà nel 1827, divenne una nota esponente del movimento antischiavista. Il suo discorso, originariamente senza titolo, fu tenuto alla Women's Convention ad Akron nel 1851.
All'epoca, solamente due giornali menzionarono brevemente il discorso, la cui trascrizione venne in seguito pubblicata sull'Anti-Slavery Bugle il 21 giugno 1851. Nel 1863, durante la guerra di secessione americana, una versione differente, pubblicata da Frances Dana Barker Gage, ottenne maggior risonanza. Fu questa versione a divenire nota col titolo Ain't I a Woman?, domanda ripetuta spesse volte nel testo. È a questa versione successiva, più conosciuta e facilmente reperibile, che hanno fatto riferimento la maggior parte delle storiche e degli storici. 

## Contesto

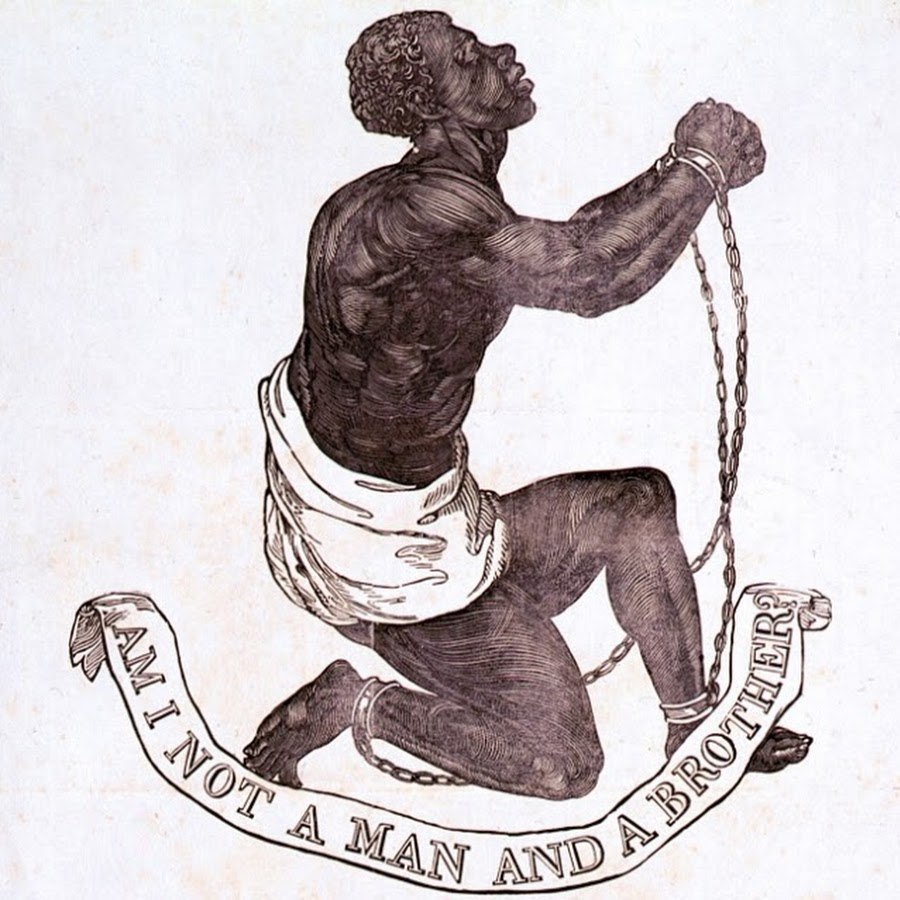
Am I Not a Man and a Brother?. Medaglione del 1787 disegnato da Josiah Wedgwood per la campagna britannica contro la schiavitù.

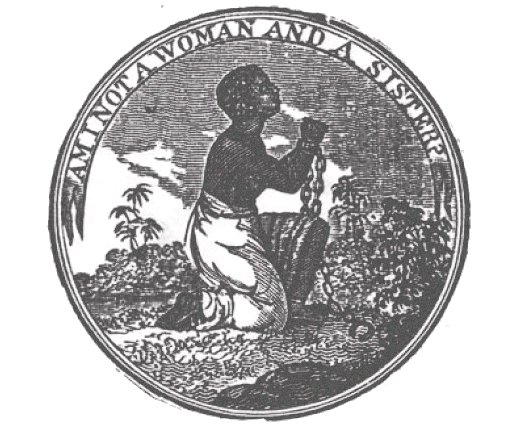
Immagine degli anni 1830 di una schiava che dice Am I Not a Woman and a Sister?

Dalla fine del XVIII secolo, gli abolizionisti britannici iniziarono a utilizzare la frase Am I not a man and a brother? (lett. "Non sono, forse, un uomo e un fratello?") per denunciare la disumanità della schiavitù. La prima versione femminile di questo slogan risale al 1820, sempre ad opera delle e degli abolizionisti britannici; nel 1830 il giornale abolizionista americano Genius of Universal Emancipation pubblicò l'immagine di una schiava che recitava: "Non sono, io, una donna e una sorella?" Negli anni '30 dell'Ottocento, l'immagine ottenne ampia diffusione, tanto da essere coniata in monete e gettoni di rame. Sul conio, alla frase non venne apportato il punto interrogativo, affinché la risposta risultasse implicitamente affermativa. Nel 1833, l'attivista afroamericana Maria W. Stewart citò queste parole per sostenere i diritti delle donne di qualsiasi etnia. Nel 1989 la storica Jean Fagan Yellin sostenne che questo motto servì da ispirazione a Sojourner Truth, ben consapevole della specificità e della differenza di oppressione delle donne nere, rispetto alle donne bianche. Truth, chiedendo alla folla "Non sono una donna?" stava affermando sia il suo genere, che la sua razza.

## Versioni
Le prime trascrizioni del discorso furono pubblicate dal New York Tribune il 6 giugno 1851 e da The Liberator cinque giorni dopo. Entrambe queste menzioni furono brevi e incomplete. La prima trascrizione integrale venne pubblicata il 21 giugno nell'Anti-Slavery Bugle da Marius Robinson, abolizionista e redattore, che svolse il ruolo di segretario alla registrazione del convegno. Nel suo resoconto non viene annoverata la domanda "Non sono, io, una donna?".
Dodici anni dopo, nel maggio 1863, Frances Dana Barker Gage pubblicò una trascrizione molto diversa. In essa, conferì alle parole di Truth molte delle specificità discorsive delle e degli schiavi del Sud, includendo nuovo materiale non riportato da Robinson. La versione data da Gage, conosciuta come Ain't I a Woman? per via del ripetersi di tale domanda, venne ripubblicata nel 1975, nel 1881 e nel 1889, divenendo la fonte storica più citata. Il registro linguistico di Truth, però, non era quello degli schiavi del Sud; essa, infatti, nacque e crebbe a New York e parlò olandese fino all'età di nove anni.
Gage, nelle aggiunte non pronunciate nel discorso originale, scrisse che le schiave nere erano in grado di sopportare le frustate tanto quanto un uomo, che nessuno le aveva mai accordato la tradizionale galanteria che gli uomini riservano alle donne bianche e che la maggior parte dei suoi 13 figli era stata venduta e data in schiavitù. Si crede, in realtà, che Truth abbia avuto cinque figli, di cui solo uno dato in vendita, e non si è mai saputo perché ne rivendicasse degli altri. Tra le ulteriori imprecisioni di Gage, alcune incongruenze con le sue dichiarazioni contemporanee: nel 1851 scrisse che Akron in generale e la stampa in particolare si dimostravano favorevoli alla convenzione sui diritti delle donne, ma nel 1863 affermò che i leader della convenzione temevano azioni "violente" (mobbish) da parte dell'opposizione. I resoconti dati da altre e altri testimoni oculari raccontano una storia diversa, secondo cui i volti delle e dei partecipanti alla conferenza di Truth erano "raggianti di gioia"; secondo queste versioni, non vi fu alcuna "nota discordante" a interrompere l'armonia dell'evento.  A differenza della versione successiva di Gage, Truth venne accolta calorosamente dai partecipanti alla convention, molti dei quali erano abolizionisti di vecchia data, simpatizzanti delle idee progressiste in materia di diritti razziali e civili.
Nel 1972 Miriam Schneir pubblicò nella sua antologia Feminism: The Essential Historical Writings una nuova versione del discorso di Truth che riprendeva quella di Gage eliminando, però, il vernacolo o i commenti da lei interposti. Nell'introduzione, afferma che il testo del discorso è riuscito a sopravvivere anche grazie alla trascrizione di Gage.

## Il discorso

### Versione del 1851 di Robinson
Marius Robinson, che assistette alla convention e lavorò con Truth, stampò il discorso come trascritto nel numero del 21 giugno 1851 dell'Anti-Slavery Bugle.

Vorrei dire qualcosa a tal proposito. Io sono i diritti delle donne [sic]. Ho muscoli tanto quanto un uomo e posso lavorare tanto quanto lui. Ho arato e mietuto e raccolto e decorticato e tagliato e falciato, può un uomo fare più di questo? Ho sentito molti discorsi sull'uguaglianza dei sessi. Io posso trasportare tante cose quanto un uomo e posso persino mangiare quanto lui, se riesco a procurarmi [altrettanto cibo]. Sono forte quanto gli uomini di oggi. Per quanto riguarda l'intelletto, tutto quello che posso dire è: se una donna ha una pinta, e un uomo un litro, perché non possiamo avere la nostra pinta piena? Non dovete temere di darci i nostri diritti per paura che ne prendiamo troppi, perché non possiamo prendere più di quanto la nostra pinta possa contenere. Questi poveri uomini sembrano confusi e incapaci di capire cosa fare. Ma bambini, se tenete con voi i diritti delle donne, dateli loro e vi sentirete meglio. Avrete i vostri diritti, e non vi daranno così tanti problemi. Non so leggere, ma riesco a sentire. Ho sentito la Bibbia e ho imparato che Eva è stata la causa del peccare dell'uomo. Bene, se la donna ha sconvolto il mondo, datele la possibilità di rimetterlo a posto. La Signora ha parlato di Gesù e di come lui non abbia mai guardato le donne dall'alto in basso, e aveva ragione. Quando Lazzaro morì, Maria e Marta andarono da lui cariche di fede e amore e lo supplicarono di resuscitare il loro fratello. Gesù pianse e Lazzaro uscì. Come venne al mondo Gesù? Attraverso Dio, che creò la donna che lo portò [in grembo]. Uomo, dov'è la tua parte? Ma le donne stanno emergendo, benedetto sia Dio, e alcuni uomini con loro. Ma l'uomo è in uno spazio angusto, il povero schiavo gli sta addosso, la donna pure: si trova tra un falco e un avvoltoio.»

### Versione del 1863 di Gage
Gage, attivista dei movimenti per i diritti delle donne e l'abolizione della schiavitù, trascrisse il discorso 12 anni dopo. Gage, che partecipò alla convention, descrisse l'evento:
Il secondo giorno il clima si scaldò. Ministri metodisti, battisti, episcopali, presbiteriani e universalisti arrivarono per ascoltare e discutere le risoluzioni presentate. Uno rivendicava diritti e privilegi superiori per l'uomo sulla base del suo "superiore intelletto", un altro a fronte della "maschilità di Cristo; se Dio avesse voluto l'uguaglianza della donna, questa sua volontà sarebbe trasparsa dalla nascita, la vita o la morte del Salvatore". Un altro, infine, diede una visione teologica del "peccato della nostra madre primigenia".
In quei giorni, pochissime donne osarono "parlare in assemblea"; e gli augusti insegnanti del popolo sembravano avere la meglio su di noi, mentre i ragazzi nelle gallerie, e i sogghignatori tra i banchi, godevano enormemente dello sconcerto, come supponevano, dei "forti di mente". Alcuni degli amici dalla pelle tenera stavano per perdere la dignità, e l'atmosfera preannunciava una tempesta. Quando, lentamente, dal suo posto nell'angolo si alzò Sojourner Truth, che, fino a quel momento, aveva a malapena alzato la testa. Alle mie orecchie, una mezza dozzina di persone ansimò: "Non fatela parlare!". [Truth] Si spostò lentamente e solennemente in avanti, posò il suo vecchio cappello ai suoi piedi e rivolse i suoi grandi occhi colmi di parole verso di me. Ovunque ci furono sibili di disapprovazione. Mi alzai e annunciai "Sojourner Truth", pregando il pubblico di fare silenzio per qualche istante.
Il tumulto si placò subito. Tutti gli occhi erano puntati verso questa figura quasi amazzonica, che si ergeva per quasi un metro e ottanta, con la testa eretta e gli occhi che perforavano l'aria superiore come in un sogno. Pronunciata la prima parola, vi fu un profondo silenzio. Parlava con un tono profondo che, anche sebbene non forte, raggiunse le orecchie di ognuno, attraversando la folla e giungendo fino a porte e finestre".»
Quello che segue è il discorso citato da Gage in History of Woman Suffrage che, stando a quanto sostenuto, si atteneva al gergo vernacolare di Sojourner Truth:
"Quell'uomo sta dicendo che le donne hanno bisogno di essere aiutate a salire su delle carrozze, a uscire dai fossati, per trovare un posto migliore dove vivere. Non mi ha aiutata mai nessuno a salire su una carrozza, o a uscire dalle pozze di fango, e nessuno mi ha mai offerto un posto migliore!" Sollevandosi per tutta la sua altezza, con un tono di voce simile a quello di un tuono roboante, chiese: "E non sono forse una donna? Guardatemi. Guardate le mie braccia! Ho lavorato nelle piantagioni e ho coltivato i campi mettendo il fieno nei fienili e nessun uomo mi ha mai aiutata! E non sono, forse, una donna? (scomprendo il braccio destro fino alla spalla, mostrando la sua potenza muscolare) Ho arato, e piantato, e raccolto in granai, e nessun uomo potrebbe tenermi testa! Potrei lavorare e mangiare - se avessi [cibo] a sufficienza quanto un uomo, e sopportare anche la frusta! E non sono, forse, una donna?Ho dato alla luce tredici bambini e visto la maggior parte di loro essere venduta come schiava, e quando ho gridato il dolore di una madre nessuno mi ha ascoltato, tranne Gesù. E non sono, forse, una donna?
"Poi parlano di questa cosa nella testa: come la chiamano?" ("Intelletto", sussurrò qualcuno vicino). "Ecco, tesoro. Che cosa ha a che fare questo con i diritti delle donne o i diritti delle persone nere? Se la mia tazza può contenere solo una pinta, e la tua un litro, non saresti meschino a non lasciarmi la mia piccola tazza piena?" Puntò il dito e mandò un'occhiata acuta al ministro che aveva fatto l'osservazione. Il plauso fu lungo e forte.
"Quell'ometto vestito di nero dice che una donna non può avere gli stessi diritti di un uomo perché Cristo non era una donna." Neppure un boato fragoroso avrebbe potuto placare quella folla come quei toni profondi e meravigliosi, mentre lei se ne stava lì con le braccia tese e gli occhi infuocati. Alzando la voce ancora più forte, ripeté: "Da dove è arrivato il tuo Cristo? Da Dio e una donna! L'uomo non ha avuto nulla a che fare con lui!" Che rimprovero fu per quell'ometto!
Rivolgendosi poi a un altro obiettore, prese le difese della madre Eva. Non riuscii a seguirla in tutto. Fu acuta, spiritosa e solenne, suscitando quasi ad ogni frase un applauso assordante. Terminò affermando:
"Se la prima donna che Dio ha creato è stata forte abbastanza da capovolgere il mondo tutta sola, insieme le donne (diede un'occhiata alla platea) dovrebbero essere capaci di rivoltarlo di nuovo e dalla parte giusta. E ora che le donne chiedono di farlo, è meglio che gli uomini lo lascino fare." Le risposero con un applauso prolungato. "Grazie a voi per avermi ascoltata, e ora la vecchia Sojourner non ha più niente da dire."»
Gage descrisse le reazioni:

## Eredità
Non esiste una versione ufficiale, unica e indiscussa, del discorso di Truth. L'amicizia tra Robinson e Truth nacque dalla loro collaborazione sia nelle lotte abolizioniste, che per i diritti delle donne. Il resoconto di Robinson non ha commenti aggiuntivi e si limita a riportare solamente il suo ricordo. Dal momento in cui questa versione venne pubblicata sull'Anti-Slavery Bugle, i lettori erano più sensibili alla causa degli afroamericani che a quella delle donne; è possibile, dunque, che tale versione sia stata connotata specificatamente per il pubblico a cui doveva rivolgersi. Sebbene Truth abbia collaborato con Robinson alla trascrizione del suo discorso, quest'ultimo non venne dettato alla lettera.
La versione del discorso storicamente accettata è quella scritta da Gage, ma non abbiamo notizie della partecipazione di Truth alla trascrizione. Gage associa a Truth il registro linguistico delle e dei neri del Sud, fatto non menzionata nelle prime trascrizioni del discorso. Si dice, in realtà, che Truth fosse orgogliosa del suo inglese, e che sia nata e cresciuta nello stato di New York parlando solo l'olandese del Jersey fino ai 9 anni. L'influsso dialettale della versione redatta nel 1983 da Gage è meno spiccato rispetto a quello della versione precedente, pubblicata sempre da Gage nel 1881. Il dialetto nella versione del 1863 di Gage è meno severo rispetto alla sua versione successiva del discorso che ha pubblicato nel 1881. La riarticolazione delle diverse versioni pubblicate da Gage serve come trasfigurazione metonimica di Truth. Inoltre, la folla a cui Truth si rivolse quel giorno era composta principalmente da donne bianche e privilegiate. Stando a quanto sostenuto da Gage, il pubblico non voleva che Truth si esprimesse, poiché non voleva che la causa del suffragio universale si confondesse con quella abolizionista. In molti altri resoconti si dice, invece, che la Truth venne accolta rispettosamente. La versione di Gage, dunque, fornisce un contesto differente, che si delinea però come una narrazione: essa aggiunge il proprio commento, comprendendo l'intera scena dell'evento e le reazioni del pubblico. Poiché la versione di Gage si basa principalmente sulla sua interpretazione e sul modo in cui ha scelto di rappresentarla, non può essere considerata una rappresentazione dell'evento realistica.

### Rilevanza contemporanea
Ain't I a Woman di Sojourner Truth è una critica all'analisi del dominio di tipo escludente e di quanto un simile approccio occulti le identità che sperimentano più tipi di oppressione, impedendo così una liberazione totale. Le studiose Avtar Brah e Ann Phoenix discutono di come il discorso di Truth possa essere letto come una critica intersezionale a organizzazioni di attivisti omogenei. Il discorso di Truth al convegno, chiedendo al pubblico di notare come le aspettative di genere si collochino all'interno della sua esperienza vissuta, "decostruisce ogni singola affermazione sul genere che ha pretesa di universalità, in una contesto sociale di schiavitù patriarcale". Brah e Phoenix scrivono, "Le rivendicazioni di identità di Sojourner Truth sono quindi relazionali, costruite in relazione alle donne bianche e a tutti gli uomini e dimostrano chiaramente che ciò che chiamiamo 'identità' non è un oggetto, ma un processo costruito in e attraverso relazioni di potere".